# Heterixalus tricolor
Espèce
Synonymes
- Megalixalus tricolor Boettger, 1881

Statut de conservation UICN

 LC  : Préoccupation mineure
Heterixalus tricolor est une espèce d'amphibiens de la famille des Hyperoliidae.

## Répartition
Cette espèce est endémique de Madagascar. Elle se rencontre jusqu'à 300 m d'altitude dans le Nord-Ouest et l'Ouest de l'île, sur l'île de Nosy Be et  sur l'île de Nosy Komba,.

## Publication originale
- Boettger, 1881 : Diagnoses reptilium et batrachiorum novorum Insula Nossi Bé Madagascariensis. Zoologischer Anzeiger, vol. 4, p. 650-651 (texte intégral).